# Bonferroni-Korrektur
Die Bonferroni-Korrektur ist ein Verfahren der mathematischen Statistik zur Adjustierung der Signifikanzniveaus der Einzeltests bei multiplen Testen, um der Alphafehler-Kumulierung entgegenzuwirken und für die Durchschnittshypothese ein vorgegebenes Signifikanzniveau einzuhalten. Die Adjustierung vermindert die Signifikanzniveaus der Einzeltests und damit tendenziell die Anzahl der Ablehnungen richtiger Nullhypothesen (falsch-positiver Befunde in biometrischer Terminologie), so dass die verbleibenden Ablehnungen von Nullhypothesen mit einer höheren statistischen Signifikanz verbunden sind. Die Bonferroni-Methode (nach Carlo Emilio Bonferroni) umfasst neben der Bonferroni-Korrektur ein ähnliches Vorgehen zur Anpassung der Konfidenzniveaus bei der Konstruktion simultaner Konfidenzintervalle für einen mehrdimensionalen Parametervektor.

## Adjustierte Signifikanzniveaus
Zu {\displaystyle k\geq 2} statistischen Tests mit den Nullhypothesen {\displaystyle H_{1},\dots ,H_{k}} kann die Durchschnittshypothese {\displaystyle H_{0}=\cap _{j=1}^{k}H_{j}} gebildet werden. Die Hypothesen {\displaystyle H_{1},\dots ,H_{k}} heißen in diesem Zusammenhang Elementarhypothesen und {\displaystyle H_{0}} heißt Globalhypothese.
Ein Test für die Nullhypothese {\displaystyle H_{0}} kann auf den Tests für die einzelnen Elementarhypothesen aufgebaut werden, da die Nullhypothese {\displaystyle H_{0}} genau dann falsch ist, wenn mindestens eine der Elementarhypothesen falsch ist. Eine mögliche Testprozedur besteht also darin, {\displaystyle H_{0}} genau dann abzulehnen, wenn mindestens eine der Hypothesen {\displaystyle H_{1},\dots ,H_{k}} abgelehnt wird. Ein vorgegebenes globales Signifikanzniveau {\displaystyle \alpha _{\text{global}}\in (0,1)} für den Test von {\displaystyle H_{0}} kann im Allgemeinen nicht eingehalten werden, wenn dieses als Signifikanzniveau für jeden der Einzeltests verwendet wird, da es dann zur so genannten Alphafehler-Kumulierung kommen kann.
Um das gewünschte globale Signifikanzniveau {\displaystyle \alpha _{\text{global}}\in (0,1)} für den Test der Globalhypothese {\displaystyle H_{0}} einzuhalten, besteht die Bonferroni-Korrektur darin, für die einzelnen Tests das lokale Signifikanzniveau
{\displaystyle \alpha _{\text{lokal}}={\frac {\alpha _{\text{global}}}{k}}}
vorzugeben. Die so angepassten Signifikanzniveaus
{\displaystyle \alpha _{j}=\alpha _{\text{lokal}}\quad {\text{für }}j=1,\dots ,k}
für die Einzeltests werden auch adjustierte Signifikanzniveaus genannt. Die Verwendung der adjustierten Signifikanzniveaus führt dazu, das für den Test der Globalhypothese das Signifikanzniveau {\displaystyle \alpha _{\text{global}}} gültig ist.

## Adjustierte p-Werte
Bei einer klassischen Testdurchführung erfolgt die Ablehnung einer Nullhypothese, falls eine Teststatistik im Ablehnbereich (kritischen Bereich) liegt, der vom vorgegebenen Signifikanzniveau abhängt. Bei einer {\displaystyle p}-Wert-basierten Testdurchführung, die typisch für die Anwendung statistischer Software ist, wird ein berechneter {\displaystyle p}-Wert mit dem vorgegebenen Signifikanzniveau verglichen und die Nullhypothese wird abgelehnt, falls der {\displaystyle p}-Wert kleiner als das vorgegebene Signifikanzniveau ist.
Bei einer {\displaystyle p}-Wert-basierten Testdurchführung wird die Bonferroni-Korrektur durchgeführt, indem die {\displaystyle p}-Werte der Einzeltests mit den adjustierten Signifikanzniveaus verglichen werden, dabei wird die {\displaystyle j}-te Nullhypothese abgelehnt, falls {\displaystyle p_{j}<\alpha _{\text{lokal}}} gilt.
Alternativ können adjustierte {\displaystyle p}-Werte
{\displaystyle p_{j}^{*}=p_{j}\cdot k,\quad j=1,\dots ,k}
für die Einzeltests gebildet werden, die um den Faktor {\displaystyle k} größer sind als die ursprünglichen {\displaystyle p}-Werte, und diese mit dem globalen Signifikanzniveau verglichen werden.
Die {\displaystyle j}-te Nullhypothese wird abgelehnt, falls {\displaystyle p_{j}^{*}<\alpha _{\text{global}}} gilt.
Beide Vorgehensweisen führen zu denselben Testentscheidungen, da die beiden Regeln {\displaystyle p_{j}<\alpha _{\text{lokal}}} und {\displaystyle p_{j}^{*}<\alpha _{\text{global}}} äquivalent sind.

## Beispiel
Gegeben seien die p-Werte {\displaystyle p_{1}=0{,}01,p_{2}=0{,}04,p_{3}=0{,}1} dreier Hypothesentests, die eine Hypothesenfamilie bilden.
Unter Vernachlässigung der multiplen Testung und alleiniger Betrachtung lokaler Signifikanzniveaus {\displaystyle \alpha _{\text{lokal}}=0{,}05} erfolgt die Ablehnung der Nullhypothesen 1 und 2, da {\displaystyle p_{1}<\alpha _{\text{lokal}}} und {\displaystyle p_{2}<\alpha _{\text{lokal}}}, während die dritte Hypothese nicht abgelehnt wird, da {\displaystyle p_{3}>\alpha _{\text{lokal}}}. Berücksichtigt man jedoch die Bonferroni-Korrektur (mit {\displaystyle \alpha _{\text{global}}=0{,}05\implies \alpha _{\text{lokal}}=\alpha _{\text{global}}/3\approx 0{,}0166}), so erfolgt nur noch die Ablehnung der Nullhypothese 1, da {\displaystyle p_{1}<\alpha _{\text{lokal}}} und {\displaystyle p_{2}>\alpha _{\text{lokal}},p_{3}>\alpha _{\text{lokal}}}.

## Theoretischer Hintergrund
Die Globalhypothese {\displaystyle H_{0}} wird genau dann abgelehnt, wenn mindestens eine Elementarhypothesen abgelehnt wird. Das Ereignis {\displaystyle \{H_{0}{\text{ wird abgelehnt}}\}} kann als Vereinigung der Ereignisse {\displaystyle \{H_{j}{\text{ wird abgelehnt}}\}} für {\displaystyle j=1,\dots ,k} dargestellt werden. Mit der ersten Bonferroni-Ungleichung, die auch Boolesche Ungleichung heißt, ergibt sich die Ungleichung
{\displaystyle P(H_{0}{\text{ wird abgelehnt}})=P\left(\bigcup _{j=1}^{k}\{H_{j}{\text{ wird abgelehnt}}\}\right)\leq \sum _{j=1}^{k}P(H_{j}{\text{ wird abgelehnt}})\;.}
Betrachtet man den Fall, dass {\displaystyle H_{0}} richtig ist, und damit auch die Hypothesen {\displaystyle H_{1},\dots ,H_{k}} richtig sind, und beschränkt für diesen Fall die Wahrscheinlichkeiten {\displaystyle P(H_{j}{\text{ wird abgelehnt}})}, die dann Fehlerwahrscheinlichkeiten 1. Art sind, jeweils durch das lokale Signifikanzniveau {\displaystyle \alpha _{\text{lokal}}=\alpha _{\text{global}}/k} nach oben, so ist {\displaystyle P(H_{0}{\text{ wird abgelehnt}})} durch
{\displaystyle \sum _{j=1}^{k}P(H_{j}{\text{ wird abgelehnt}})\leq \sum _{j=1}^{k}\alpha _{\text{lokal}}=\sum _{j=1}^{k}{\frac {\alpha _{\text{global}}}{k}}=\alpha _{\text{global}}}
nach oben beschränkt.
Die Bonferroni-Korrektur kann sehr konservativ sein. Deshalb wurden genauere Methoden entwickelt, die den {\displaystyle \alpha }-Fehler weniger konservativ kontrollieren und das Signifikanzniveau der multiplen Testprozedur weiter ausschöpfen (siehe Alphafehler-Kumulierung).
Im Vergleich zur allgemein anwendbaren Bonferroni-Methode ergibt sich, allerdings nur unter einschränkenden Voraussetzungen, mit der Šidák-Korrektur ein verbessertes Verfahren.